# سهره صورتی کلاه‌قهوه‌ای
سهره صورتی کلاه‌قهوه‌ای (نام علمی: Leucosticte australis) یک سهره با اندازه متوسط و بومی آمریکای شمالی است.
بزرگسالان روی سر، پشت و سینه قهوه‌ای و روی شکم، دمگاه و بال‌ها صورتی هستند. پیشانی سیاه است. آنها دارای پاهای کوتاه سیاه و دم چنگالی بلند هستند.
زیستگاه پرورش آنها قله‌های کوهستانی در مرکز کوه‌های راکی ایالات متحده است. آنها یک لانه فنجانی در یک حفره روی صخره می‌سازند یا از لانه‌های پرستوی صخره رهاشده دوباره استفاده می‌کنند.
در زمستان، این پرندگان در فواصل کوتاه به ارتفاعات پایین‌تر مهاجرت می‌کنند.
این پرندگان روی زمین غذا می‌خورند، اما ممکن است برای گرفتن حشرات پروازی بپرند. آنها عمدتاً دانه‌های علف‌های هرز و علف‌ها و حشرات را می‌خورند. آنها اغلب در گله‌های کوچک تغذیه می‌کنند.
در یک زمان، سه سهره گلگون آمریکای شمالی یک گونه در نظر گرفته می‌شدند.
به نظر می‌رسد جمعیت این پرنده رو به کاهش است.

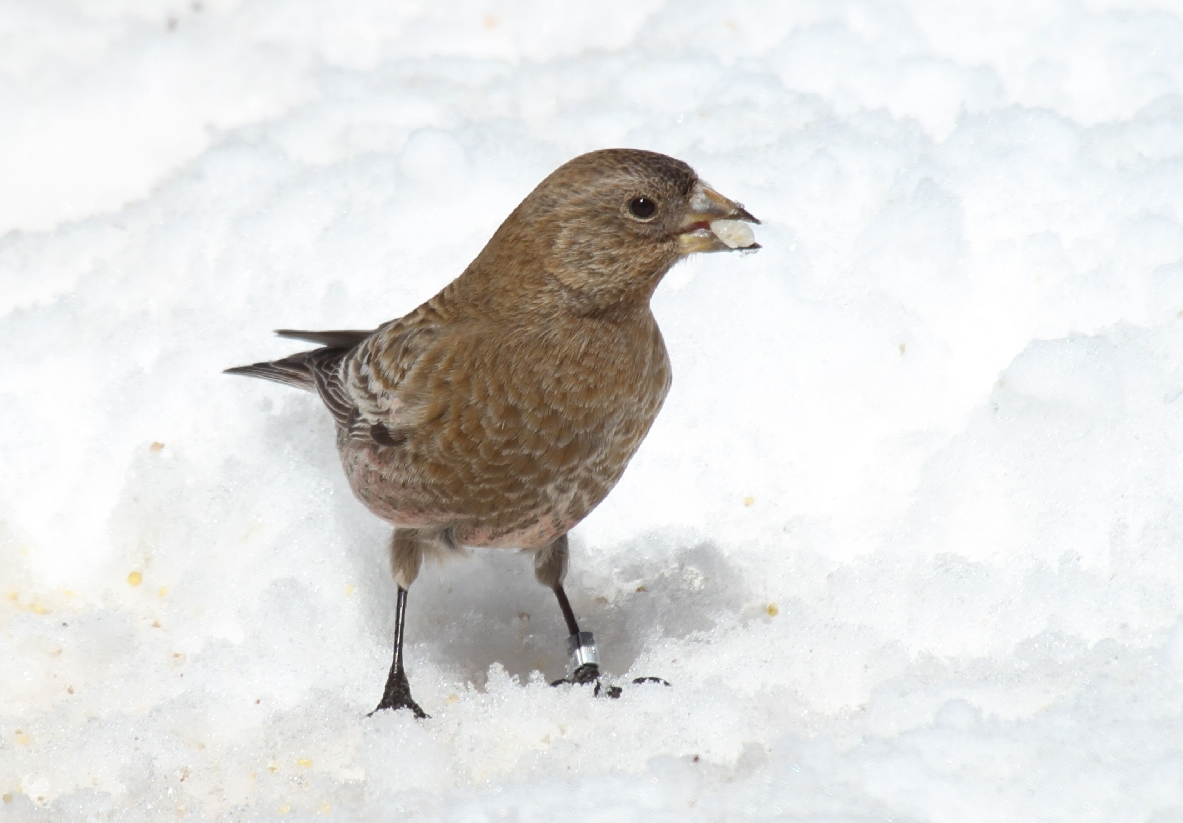
قله ساندیا، نیومکزیکو